# Il talismano (Stephen King)
Il talismano (The Talisman) è un romanzo dark fantasy del 1984 scritto da Stephen King e Peter Straub.
Il romanzo è aperto da due citazioni da Le avventure di Huckleberry Finn e chiuso da una citazione da Le avventure di Tom Sawyer, entrambi romanzi di Mark Twain. Non vi è invece alcun legame con il libro omonimo scritto da Walter Scott nel 1825, nonostante venga fatto un vago riferimento a "un romanzo di Sir Walter Scott".
Ne è stato pubblicato un seguito dal 2001, La casa del buio, nel quale il protagonista, ormai trentenne, è impegnato nella risoluzione di una serie di omicidi.
Da molti anni i diritti di produzione per la creazione di un film ispirato al romanzo sono stati acquistati da Steven Spielberg, ma il progetto non è andato in porto a causa del budget molto alto necessario per la creazione di effetti speciali adeguati.
Nel marzo 2021, l'Hollywood Reporter annuncia che la Amblin Entertainment adatterà il romanzo in una serie televisiva che verrà poi distribuita su Netflix; nella realizzazione della serie collaboreranno anche i fratelli Duffer.

## Dedica
Il libro è dedicato a Ruth (Pillsbury) King e Elvena (Nilsestuen) Straub, le madri degli autori.

## Trama
Il 15 settembre 1981 un dodicenne di nome Jack Sawyer si trova a Arcadia Beach, nel New Hampshire, con la madre Lily Cavanaugh, ex attrice di serie B malata di cancro. I due alloggiano all'hotel Alhambra e sono in fuga da Mogan Sloat, zio di Jack e socio in affari del suo defunto padre. In un luna park chiuso, Jack conosce il misterioso Speedy Parker, che lo induce a partire alla ricerca di un misterioso Talismano in grado di guarire sua madre, custodito in un albergo sulla costa occidentale degli Stati Uniti d'America. Gli rivela anche l'esistenza dei "Territori", un universo parallelo di dimensioni inferiori al mondo reale, in cui è quindi possibile spostarsi più rapidamente. Gli abitanti di questa terra fantastica hanno un "gemellante" nel mondo reale, la cui nascita, morte e (si dice) altri importanti eventi della vita sono di solito paralleli. Essi possono anche "flippare" o migrare nell'altro mondo, condividendo il corpo del loro analogo nell'universo alternativo. Il gemellante di Parker nei Territori è un pistolero di nome Parkus, mentre la madre di Jack è la gemellante dell'amata Regina Laura DeLoessian, che sta morendo. In rari casi però, come quello di Jack, una persona può morire in un mondo ma non nell'altro e il sopravvissuto acquisisce la capacità di spostarsi corpo e mente tra le due dimensioni. Prima della partenza, Parker insegna a Jack a flippare e gli dona una fiaschetta contenente un succo magico che lo aiuta nel processo.
Jack flippa nei Territori, dove si fa conoscere dal capitano Farren, che gli mostra la Regina morente e che gli indica la strada da seguire per raggiungere gli Avamposti, a ovest. Prima di partire, Jack viene percosso da Osmond, il braccio destro del gemellante di suo zio, Morgan di Orris, intenzionato a impossessarsi del Talismano per i suoi piani di conquista dei Territori. Lungo la via, Jack si nasconde in un bosco per sfuggire a Morgan e, attaccato da alcune piante carnivore, è costretto a tornare negli States. Qui raggiunge la cittadina di Oatley (località immaginaria), New York, e trova lavoro nel pub del sadico e violento Smokey Updike per guadagnare qualche spicciolo. Jack fugge qualche giorno dopo, minacciato da una creatura mutante di nome Elroy e ritorna nei Territori. In questa occasione, si ricorda un altro socio di suo padre morto in una strana esplosione, Jerry Bledsoe. Jack sospetta che tale occasione fosse stata causata da Morgan, flippando tra i due mondi. Quando ritorna negli Stati Uniti, dopo essersi imbattuto di nuovo in Elroy e Morgan, rimane quindi scioccato, scoprendo di aver inavvertitamente causato la morte di otto operai edili nelle vicinanze.
In Ohio Jack incontra un cantante cieco di nome Snowball (probabilmente Speedy sotto mentite spoglie), che lo motiva a continuare il suo viaggio, informandolo velatamente che non gli occorre il succo per flippare. Poco più avanti, in una stazione di servizio, Jack intravede Morgan e flippa di nuovo nei Territori, dove fa amicizia con un grande lupo mannaro sedicenne, un po' lento ma molto amabile, chiamato semplicemente Lupo. Tali lupi vivono nella zona dei Territori tra gli insediamenti e gli Avamposti e fungono per lo più da pastori (come Lupo stesso) o guardie. Alcuni di essi però, si sono schierati con Morgan. Presto sopraggiunge Morgan, che li attacca con una piccola chiave flippata in un catalizzatore che spara fulmini. Usando l'ultimo sorso del succo Jack torna nel suo mondo con Lupo, salvandolo. Lupo si adatta con molta difficoltà agli Stati Uniti, per via del suo olfatto sovrasviluppato. Mentre i due raggiungono l'Indiana poi, nelle notti di luna piena, Lupo è costretto a rinchiudere Jack in una baracca, per proteggerlo durante la sua mutazione, come se fosse il suo gregge.
In seguito, Jack e Lupo vengono arrestati da un agente di polizia che li porta alla "Casa del Sole", un istituto maschile per minorenni disadattati gestito dallo psicopatico reverendo Robert Gardner, il gemellante di Osmond. Qui i due vengono presi di mira e maltrattati dagli inservienti Sonny Singer e Heck Bast; Gardener poi, sottopone Jack a violenti interrogatori per indurlo a rivelarsi, convinto di averlo già incontrato. Jack e Lupo riescono a flippare nei Territori senza succo, ma scoprono che la versione alternativa della Casa del Sole è una miniera a cielo aperto utilizzata come campo di prigionia dove degli schiavi vengono utilizzati per raccogliere minerali radioattivi. Alla fine Gardener intuisce chi è Jack ed inizia a torturarlo, chiudendo Lupo in una gabbia. Questi però, si trasforma in un lupo mannaro e fugge, devastando la scuola e uccidendo gli inservienti. Irrompe nell’ufficio di Gardener, che nel frattempo riesce a scappare e salva Jack. Viene poi però abbattuto a colpi di pistola da Sonny, riuscendo comunque a staccargli un braccio e probabilmente a ucciderlo, prima di morire.
Fuggito dalla Casa del Sole, il ragazzo raggiunge la Thayer School, un collegio dell'Illinois, dove studia Richard, il figlio di Morgan Sloat. Jack racconta al cugino le sue avventure e tenta di convincerlo del malvagio piano di suo padre, non venendo creduto. Poco dopo però, per l'influenza di Morgan, la scuola assume tratti cupi e grotteschi e gli studenti si trasformano in Lupi e creature simili a gargoyle, che spronano Richard a consegnare loro Jack. I due flippano nei Territori, in corrispondenza degli Avamposti, dove vengono accolti dal vecchio stalliere Anders, che scambia Jack per Giasone, figlio della Regina. Anders deve partire il giorno seguente a bordo di un trenino a batterie fatto costruire da Morgan e attraversare la Contrada Maledetta oltre gli Avamposti, per consegnare un carico di armi in una base vicina alla costa ovest. Jack convince Anders a prendere il suo posto, seguito controvoglia da Richard, che ora crede di avere un tumore e di soffrire di allucinazioni. In realtà, soffre di una malattia che gli è stata iniettata dal padre. I due si addentrano quindi nella Contrada Maledetta (corrispondente al sud-ovest americano, principalmente il New Mexico, dove è stata testata la bomba atomica), un paesaggio infernale radioattivo pieno di palle di fuoco e creature mutate. I due sopravvivono alla traversata grazie anche ai fucili mitragliatori e alle granate trovati sul treno.
Alla fine Jack e un Richard malaticcio superano la Contrada Maledetta e raggiungono la base dell'esercito di Morgan, dove con le loro armi distruggono gran parte della sua armata, uccidendo tra gli altri Elroy e Reuel, il mostruoso figlio di Gardener. Jack e Richard flippano poi nella contea di Mendocino in California e raggiungono la città abbandonata di Point Venuti, sulla costa nord. Arrivati all'Agincourt Hotel, l'albergo nero, si intrufolano all'interno senza essere scoperti dai lupi mannari superstiti. Nell'albergo, Jack combatte le armature metalliche a difesa del Talismano ed ha la meglio grazie a un plettro magico donatogli da Speedy Parker e alla sua abilità di flippare. Alla fine raggiunge il Talismano, un globo di cristallo attraversato da linee simili a longitudini e latitudini che irradia una luce contenente tutti i colori. Prendendolo, innesca un terremoto che disintegra i Lupi alleati di Morgan. Jack guarisce Richard con i poteri del Talismano e i due escono dall'albergo prima che crolli. All'esterno, Jack uccide Gardener, che si decompone a contatto con il Talismano. Dopo una breve battaglia con Jack, anche Morgan trova la morte, tentando di distruggere il Talismano con la sua chiave spara fulmini, che l'oggetto magico gli riflette contro.
Sul lungomare Jack reincontra Speedy Parker debole e morente e lo guarisce con il Talismano. Ritorna poi con Richard nel New Hampshire viaggiando in una Cadillac guidata da un parente di Lupo. Jack raggiunge la madre morente e la salva usando tutto il potere del Talismano, che poi scompare, guarendo al contempo anche la Regina.

## Citazioni
- I Territori sono molto simili alle terre del Medio-Mondo descritte nella serie La Torre Nera.
- Jack fa una breve apparizione in Le creature del buio, all'Alhambra, dove rivela a James Gardener che sua madre è stata uccisa in un incidente in auto, dopo tutto quello che ha passato per salvarla. Ricompare anche nel successivo romanzo La casa del buio dove, ucciso nel mondo reale, diventa a tutti gli effetti una creatura dei Territori.

## Edizioni
- Stephen King e Peter Straub, Il Talismano, traduzione di Tullio Dobner, collana Narrativa, Sperling & Kupfer, 1986,  p. 664, ISBN 88-200-1683-4.